# Letras Libres
Letras Libres est un magazine littéraire de langue espagnole, créé à Mexico, diffusé en Amérique latine et en Espagne.

## Historique
Le premier numéro de Letras Libres est paru en janvier 1999, remplaçant la revue Vuelta fondée en 1976 par Octavio Paz. Cette nouvelle revue est  dirigée par Enrique Krauze. Dès le début de sa parution, il se dote d’un site internet. Après dix mois d'existence, la revue Letras libres atteint un tirage de 35 000 exemplaires en Amérique Latine. Devant ce succès, les responsables de la revue décident d’étendre sa diffusion en Espagne, ce qui se concrétise en 2001,.

## Contenu
La revue est littéraire, culturelle et politique. Chaque numéro comprend, des fictions, des commentaires,des reportages, des interviews, des poésies, des critiques de livres ou d’événements culturels.
Mario Vargas Llosa, Carlos Monsivais, Jean Meyer, Rodrigo Fresán, Carlos Monsiváis, Fernando Savater, José Emilio Pacheco, Enrique Vila-Matas, Nicole Muchnik, Ana Nuño, Adolfo Castañón, Enrique Serna  et Jorge Edwards ont notamment collaboré au sein de ce magazine.

## Le site internet
Le site internet se veut complémentaire de l’édition papier : « Letras libres interactivas ne sera pas un simple appendice de la revue, mais plutôt une assemblée de lecteurs où se développera un dialogue entre la page virtuelle et la page imprimée. », affirme Enrique Krauze à la création du site. Ce site contribue à la distribution de la revue, en permettant son téléchargement dans une mise en page identique à celle de la version papier.
Il inclut également des blogs, des podcasts, des vidéos, des liens avec les principaux réseaux sociaux, etc. Par ailleurs, Letras libres a numérisé l'ensemble des archives de la revue Vuelta et les a placées sur son site, ce qui permet de découvrir les numéros de la revue précédente. Le site héberge également une petite librairie virtuelle. Des forums de discussion traitent de sujets aussi divers que la création littéraire contemporaine ou la vie politique latino-américaine.